# Ludvig Dam
Ludvig Dam (n. 24 martie 1884, Nykøbing Falster, regiunea Sjælland, Danemarca – d. 29 martie 1972, Odense, Danemarca) a fost un înotător ce a reprezentat Danemarca, medaliat olimpic. A participat la o ediție a Jocurilor Olimpice (1908) în care a câștigat o medalie de argint.

## Participări
Lista de mai jos prezintă principalele competiții la care a participat Ludvig Dam de-a lungul carierei.
- swimming at the 1908 Summer Olympics – men's 100 metre backstroke[*]